# Witkraagspreeuw
De witkraagspreeuw (Grafisia torquata) is een vogelsoort uit de familie Sturnidae.

## Verspreiding en leefgebied
Deze soort komt voor in Kameroen, Centraal Afrikaanse Republiek, Tsjaad, Congo-Kinshasa en Gabon.